# Asaph Hall
Pour les articles homonymes, voir Hall.
Asaph Hall (Goshen, Connecticut, 15 octobre 1829 – Annapolis, Maryland, 22 novembre 1907) est un astronome américain.

## Biographie
Apprenti chez un charpentier à l'âge de 16 ans, peu après il fréquente le Central College à McGrawville, New York.
En 1856, il travaille au Harvard College Observatory à Cambridge où il se révèle être un expert dans le calcul des orbites.
Il devient assistant astronome au US Naval Observatory à Washington DC en 1862 et, un an plus tard, il est nommé professeur.

## Découvertes
En 1875, Hall reçoit la responsabilité d'un télescope de 66 cm, la plus grande lunette astronomique du monde à cette époque. Observant une tache blanche à la surface de Saturne, il l'utilise comme repère pour déterminer la période de rotation de la planète.
Il est surtout connu pour avoir découvert en 1877 les deux satellites naturels de Mars qui furent nommés Phobos et Déimos (Terreur et Frayeur, en grec). À partir des mêmes observations, il détermina la masse de Mars.
Il détermina aussi l'orbite de plusieurs satellites naturels, montrant notamment en 1884 le déplacement rétrograde du grand axe de l'orbite elliptique d'Hypérion, une des lunes de Saturne, d'environ 20° par an.
Il étudia aussi la parallaxe et la position des étoiles de l'amas des Pléiades.

## Récompenses
- Il reçoit la médaille d'or de la Royal Astronomical Society en 1879.

### Astronomie
- le cratère Hall (en) sur la Lune
- le cratère Hall sur Phobos.
- les astéroïdes (2023) Asaph, nommé en son honneur.